# اغتيال جياني فيرساتشي: قصة جريمة أمريكية
اغتيال جياني فيرساتشي: قصة جريمة أمريكية هي موسم الثاني من سلسة قناة إف إكس التلفزيونية الأمريكية المختارة عن قصة جريمة أمريكية حقيقية. تم عرض الموسم لأول مرة في 17 يناير 2018 ، وانتهى في 21 مارس 2018. ويتألف من 9 حلقات، ويستكشف مقتل المصمم العالمي جياني فيرساتشي على يد القاتل أندرو كونانان ، استناد إلى كتاب مورين أورث حسنات مبتذلة: أندرو كونانان، جياني فيرساتشي، وأكبر مطاردة فاشلة في تاريخ الولايات المتحدة. نجوم المسلسل: إدغار راميريز، دارين كريس، ريكي مارتن، وبينيلوبي كروز.
تلقى المسلسل تعليقات إيجابية من النقاد، مع الثناء على معظم العروض. في حفل توزيع جوائز الإيمي السبعين، حصلت على تسعة ترشيحات، فاز بثلاث جوائز، بما في ذلك القائمة جائزة إيمي لأفضل مسلسل قصير فترات الذروة وأفضل ممثل في مسلسل قصير أو فيلم لكريس.

## طاقم التمثيل

### شخصيات رئيسية
- إدغار راميرز في دور جياني فيرساتشي
- دارين كريس في دور أندرو كونانان
- ريكي مارتن في دور أنطونيو داميكو
- بينيلوبي كروز في دور دوناتيلا فيرساتشي

### نجوم ضيافة خاصة
- جوديث لايت في دور مارلين ميجلين
- أيمي مان في دور مغنية ملهى ليلي
- فين فيتروك في دور جيف تريل

### أدوار مساندة
- جوانا ادلر في دور ماري آن كونانان
- جو أدلر في دور جيروم جينتس
- أنالي أشفورد في دور إليزابيث كوت
- جون جون بريونس في دور موديستو كونانان
- ويل تشايس في دور المحقق بول سكريمو
- جيوفاني سيرفيرا في دور سانتو فيرساتشي
- مايك فاريل في دور لي مغلين
- جاي آر. فيرجسون في دور العميل كيث إيفانز
- كودي فيرن في دور ديفيد مادسون
- ماكس غرينفيلد في دور روني هولستون
- صوفي فون هاسلبرغ في دور ليندا إلويل
- إدوارد هولدنر في دور الشاب أندرو كونانان
- كريستين هورن في دور العميل تالاره غروبر
- جون لاسي في دور هوارد مادسون
- كاثي موريارتي في دور فيفيان أوليفا
- مايكل نوري في دور نورمان بلاشفورد
- داشا بولانكو في دور المحقق. لوري فيدر
- تيري سويني في دور ديفيد جالو
- خوسيه زونيغا في دور المحقق. جورج نافارو

### ضيوف
- مارالين فاسي في دور لوكي كومو مدبرة المنزل
- رزاق أدوتي في دور المحقق. بيت جاكسون
- فينتشنزو أماتو في دور المتحدث باسم فيرساتشي
- جاك أرمسترونغ في دور بول بول بيتلر
- كولين دوغلاس كعامل رينولدز
- نيكو إيفرز سويندل كما فيليب ميريل
- أليكس فرنانديز كما المتحري. مات ل. رودريغيز
- جيكوب فورتنر في دور ديوك ميجلين
- مولي برايس في دور مدير وكالة مرافقة
- بول شنايدر في دور بول بيك
- تارا سامرز في دور لورا تريل
- تود وارنج في دور لينكولن أستون
- مايكل شموس وايلز في دور المحقق. روبرت تيتشيش

## الحلقات
| # | عنوان                   | إخراج               | كتبه         | تاريخ الإصدار الأصلي | المشاهدة في الولايات المتحدة (بالملايين) |
| --- | ----------------------- | ------------------- | ------------ | -------------------- | ---------------------------------------- |
| 1 | «الرجل الذي سيصبح موضة» | ريان مورفي          | توم روب سميث | 17 يناير 2018        | 2.22                                     |
| في صباح يوم 15 يوليو 1997، قُتل مصمم الأزياء جياني فيرساتشي خارج قصره في ميامي بيتش على يد أندرو كونانان. بالعودة إلى قبل سبع سنوات في عام 1990، التقى كونانان مع فيرساتشي في ملهى ليلي للمثليين في سان فرانسيسكو وأخبر زملاءه في السكن عن لقاءهما التالي، حضر كونانان لاحقًا عرضًا لكابريسيو كضيف على فيرساتشي، تنتقل الاحداث إلى الوقت الحاضر مع يفر كونانان من مكان الحادث، ونقل فيرساتشي إلى المستشفى وأعلن وفاته. بينما تتعاون الشرطة مع السلطات الفيدرالية للكشف عن ملابسات القضية، فيما تخطط شقيقته دوناتيلا وشقيقه سانتو، متابعة إدارة إمبراطورية شقيقهما التجارية بينما يشتري كونانان الصحف التي تغطي جريمة واقعة قتل فيرساتشي. |                         |                     |              |                      |                                          |
| 2 | «مطاردة»                | نيلسون كراغ         | توم روب سميث | 24 يناير 2018        | 1.42                                     |
| في مارس 1994، تم تشخيص إصابة فيرساتشي بسرطان الأذن. بعد ثلاث سنوات، وصل كونانان إلى ميامي بعد فراره من كارولاينا الحنوبية وانتقل إلى فندق بهوية مزيفة. كان يعمل كعاهرة، ويعطي أرباحه لجاره المثلي روني، فيما يزداد هوسه بالمصمم فيرساتشي. في الوقت نفسه كان فيرساتشي يحاول التعامل مع الانسداد الإبداعي والذهول من عرض أنطونيو للزواج. أثناء وجوده في ملهى ليلي في إحدى الأمسيات، فاجأ كونانان فيرساتشي وأنتونيو وحاول متابعتهما ييفقدهما وسط الحشد. |                         |                     |              |                      |                                          |
| 3 | «قتل عشوائي»            | جوينيث هوردر بايتون | توم روب سميث | 31 يناير 2018        | 1.26                                     |
| في مايو 1997، عُثر على مطور العقارات في شيكاغو لي ميجلين ميتًا في مرآب منزله. قبل أسبوع واحد دعا مطور العقارات ميجلين كونانان، الذي يعرفه كمرافق مثلي الجنس، إلى منزله بعد أن غادرت زوجته مارلين شيكاغو للترويج لعلامتها التجارية للعطور. شرع كونانان في تعذيب ميجلين بوحشية وقتله قبل سرقة سيارته. في الوقت الحاضر اكتشف المحققون المكلفون بالقضية مجلات إباحية للمثليين تحيط بجثة ميجلين. تصر مارلين على أن القاتل يمتلك المجلات وأن مقتل زوجها لم يكن أكثر من مجرد قتل عشوائي. تستخدم السلطات لاحقًا هاتف السيارة في محاولة لتتبع كونانان، الذي علم بخطتهم بعد تسريبها إلى وسائل الإعلام. ثم تخلى عن سيارة في بنسلفانيا، نيو جيرسي قبل أن يطلق النار على حارس المنزل ويليام ريس ويسرق شاحنته الحمراء، في غضون ذلك تتعامل مارلين مع حزنها بينما تستمر في الترويج لعطرها. |                         |                     |              |                      |                                          |
| 4 | «منزل بجانب البحيرة»    | دانيال ميناهان      | توم روب سميث | 7 فبراير 2018        | 0.98                                     |
| في أبريل 1997، استدرج كونانان صديقه السابق جيف تريل إلى شقة صغيرة في مينيابوليس يملكها حبيبه السابق ديفيد مادسون، وضربه حتى الموت بمطرقة. وبعد إجبار مادسون على الاستمرار في التواطؤ، قرر كونانان الفرار إلى المكسيك، مما أجبر مادسون على مرافقته. اتصل أحد زملاء مادسون بشقة مادسون عندما فشل في الحضور إلى العمل ثم اتصل بالشرطة. اكتشفت إدارة شرطة مينيابوليس جثة تريل واشتبهت في أن مادسون هو القاتل. استجوبوا والدي مادسون، اللذين يعتقدان اعتقادًا راسخًا أن ابنهما بريء. عندما واجه مادسون كونانان بشأن أكاذيبه، أدرك أنه فقد قبضته على حبيبه وأطلق النار على مادسون بالقرب من بحيرة خارج مدينة روش سيتي. |                         |                     |              |                      |                                          |
| 5 | «لا تسأل لا تقل»        | دانيال ميناهان      | توم روب سميث | 14 فبراير 2018       | 0.91                                     |
| في يونيو 1995، تجاهل فيرساتشي استنكار دوناتيلا وأعلن عن ميوله الجنسية في مقابلة. في نوفمبر 1995، يُشتبه في أن الملازم في البحرية الأمريكية جيف تريل مثلي الجنس بعد إنقاذ زميل قديم من الاعتداء في سان دييغو. بعد محاولة انتحار، ذهب تريل إلى حانة للمثليين وقابل كونانان. وافق تريل لاحقًا على إجراء مقابلة حول رهاب المثلية الجنسية في الجيش، حيث "اتخذ القرار" بترك البحرية. بعد عامين، التقى كونانان بتريل ومادسون في مينيابوليس. ومع ذلك، حاول كلا الرجلين تجنبه، حيث بقي تريل في منزل أخته وذكر مادسون أنه انتقل إلى منزل آخر. مهجور وغاضب، قرر كونانان قتل تريل. |                         |                     |              |                      |                                          |
| 6 | «النزول إلى مستوى أدنى» | جوينيث هوردر بايتون | توم روب سميث | 28 فبراير 2018       | 1.10                                     |
| في عام 1996، يعيش كونانان في لا جولا، كاليفورنيا مع رجل الأعمال في منتصف العمر نورمان بلاشفورد، الذي يتولى إدارة شؤونه المالية كجزء من علاقتهما المرتبة. أثناء حفل عيد ميلاده السابع والعشرين، يحاول كونانان إثارة إعجاب مادسون من خلال اختلاق تفاصيل عن حياته والتفاخر بأن الجميع يحبونه. بعد أن أدى تقديم مطالب أكثر إسرافًا إلى مطالبة بلاشفورد له بالمغادرة، ينفق كونانان آلاف الدولارات في محاولة لكسب مادسون، فقط ليقطع مادسون جميع العلاقات معه. ثم يكشف كونانان عن تريل لوالده في بطاقة بريدية، مما يتسبب في تهديد تريل له قبل الانتقال إلى مينيابوليس. بعد نوبة اكتئاب شديدة بسبب المخدرات، يجتمع كونانان مع والدته ماري آن ويخبرها أنه ذاهب إلى مينيابوليس. |                         |                     |              |                      |                                          |
| 7 | «صعود»                  | جوينيث هوردر بايتون | توم روب سميث | 7 مارس 2018          | 0.92                                     |
| في عام 1992، يضغط فيرساتشي على دوناتيلا لتولي إدارة الشركة بعد وفاته. بعد محاولة فاشلة للتعاون في تصميم فستان لحفل الذكرى السنوية لمجلة فوغ، يتم تشخيص فيرساتشي بسرطان الأذن ويسافر إلى ميامي للتعافي، مما يجبر دوناتيلا على تولي زمام الأمور. في نفس العام، يبدأ كونانان، الذي يعيش مع ماري آن، العمل كمرافق مثلي للرجال الأكبر سنًا. يطور علاقة مع المهندس المعماري لينكولن أستون، وهو صديق مقرب لنورمان بلاتشفورد، فقط ليقطع أستون علاقته به بعد اكتشافه أنه ومادسون قضيا الليلة معًا. تنتهي محاولة كونانان للمصالحة مع أستون بمشاهدته لجريمة قتل أستون الوحشية. ثم ينتقل كونانان من شقة والدته بعد جدال ويستغل وفاة أستون لتطوير علاقة مع بلاتشفورد، الذي يسمح له بالانتقال إلى منزله.                                                                                |                         |                     |              |                      |                                          |

## روابط خارجية
- اغتيال جياني فيرساتشي: قصة جريمة أمريكية على موقع ميتاكريتيك (الإنجليزية)
- اغتيال جياني فيرساتشي: قصة جريمة أمريكية على موقع نتفليكس (الإنجليزية)
- اغتيال جياني فيرساتشي: قصة جريمة أمريكية على موقع فيلمافينيتي (الإسبانية)